# Медіа Швейцарії
Швейцарія, з чотирма національними мовами, культурною різноманітністю та економічним статусом, давно має один з найбільш розвинутих та найповніших медіа-секторів в Європі. Тим не менше, через свої невеликі територіальні розміри, на нього сильно впливає медіа більших сусідніх держав, з іноземними журналами, радіо та телебаченням, яке є популярним по всій країні.
Швейцарія посідає сьоме місце у щорічному індексі свободи преси, опублікованому журналом "Репортери без кордонів" поряд з Нідерландами, Коста-Рикою, Ямайкою та Бельгією.

## Медіа-компанії

### Tamedia AG
Tamedia AG - це медіа-компанія зі штаб-квартирою в Цюриху, Швейцарія. Завдяки портфелю щоденних і щотижневих газет, журналів та цифрових платформ, а також власних друкарських засобів, вона є найбільшою медіа-групою в країні. З 2000 року компанія Tamedia була зареєстрована на Швейцарській фондовій біржі.
У 2011 році Tamedia була найбільшим гравцем на ринку швейцарської преси, контролюючи 41% ринку (у Романдії це відсоток зріс до 68%). Основними конкурентами є NZZ-Gruppe і Ringier.
Tamedia володіє широким колом щоденних і щотижневих газет та журналів на різних мовах. Однією з найважливіших публікацій компанії є щоденна газета Tages-Anzeiger. Tamedia також володіє тижневим SonntagsZeitung, безкоштовною національною газетою 20 хвилин, безкоштовною Tagblatt der Stadt Zürich, щотижневою фінансовою газетою Finanz und Wirtschaft, жіночим журналом Annabelle, сімейним журналом Schweizer Familie. 
У період з 2001 по 2011 рік компанія також володіла кількома місцевими каналами, такими як TeleZüri, Radio 24 та Radio Basilisk.
Крім публікаційних сегментів, медіа-група Tamedia володіє цифровим портфоліо з різними онлайн платформами. 
Tamedia є провідним учасником Newsnet, спільного підприємства Basler Zeitung, а також газет "BZ Berner Zeitung", "Tages-Anzeiger", "Der Bund", "Le Matin", "Tribune de Genève" та " 24 heures". Редакція Newsnet випускає новинний контент для вебпорталів цих газет.

### Ringier AG
Ringier AG - провідна медіа-група Швейцарії, заснована у 1833 році в місті Цофінген і знаходиться в Цюриху. Поточна стратегія базується не тільки на ЗМІ, а й на електронній комерції та розвагах. Вона має річний дохід приблизно 940 мільйонів швейцарських франків і більше 6500 співробітників у шістнадцяти країнах.
Всесвітня діяльність Ringier включає в себе: 
- Інформацію в друкованих та цифрових виданнях із сильними ЗМІ;
- Цифровий бізнес, в основному інтернет-магазини та мобільні послуги електронної комерції;
- Розважальний сектор, що включає в себе всі заходи, пов'язані з телебаченням, радіо та розважальними послугами.

Разом з німецькою видавничою компанією Axel Springer Ringier було запущено в 2010 році спільне підприємство Ringier Axel Springer Media AG. Спільне підприємство знаходиться в Угорщині, Польщі, Сербії та Словаччині. У Китаї , В'єтнамі , Нігерії , Кенії , Уганді та ін. Ringier публікує різноманітні засоби масової інформації у режимі офлайн. 
Рінгер має частку швейцарського програмування Sat.1 і випускає телевізійні формати, такі як Energy TV або Landliebe TV. 
Рінгер організовує музичний фестиваль Moon and Stars у Локарно, а також радіопередачі Radio Energy Energy Star Night, Energy Live Session, Energy Fashion Night, Energy Air. 
Ringier Digital є найбільш швидкозростаючою бізнес-одиницею компанії Ringier AG. Його портфель включає провідні швейцарські онлайн-магазини та платформи електронної комерції.
У 1974 році Ганс Рінгер заснував першу школу журналістики у Швейцарії. З тих пір багато сучасних видатних медіа-творців вивчали журналістську торгівлю на "Jou-Schu". Навіть видавництво Майкл Рінгер та генеральний директор Ringier Марк Вальдер відвідали домашню школу. Школа журналістики керується Фондом Ганса Рінгера.

### NZZ Mediengruppe
NZZ (Neue Zürcher Zeitung) Mediengruppe (також відома як AG für die Neue Zürcher Zeitung ) - це медійна компанія, яка займається діяльністю, пов'язаною з газетним, журнальним, телевізійним мовленням та книговиданням, розташована у Цюриху, Швейцарія . Компанія випускає товари для німецькомовних регіонів країни. 
NZZ Mediengruppe була створена в 1780 році, Головним виконавчим директором є Вейт Денглер. Компанія має ліберальну позицію і не підтримує колективізм або корпоративізм.
Група має ділову діяльність у сфері видавничої справи газет, журналів та книговидання, регіонального радіо та телевізійного мовлення. Компанія також поширює онлайн видання своїх видань.
Видавничий відділ газети групи складається з двох компаній: NZZ та Free Press Holding AG. Крім Neue Zürcher Zeitung компанія також володіє регіональними щоденними газетами, а саме St. Galler Tagblatt та Neue Luzerner Zeitung. Група володіла 74,93% акцій St Galler Tagblatt AG, яка публікує St Galler Tagblatt через свою дочірню компанію Free Press Holding AG. У травні 2014 року Free Press Holding AG придбала залишок частки компанії від PubliGroupe.
NZZ Mediengruppe був власником Bund Verlag AG, видавцем щоденної газети Der Bund, до 2003 року, коли його було продано в Espace Media Groupe.
Щодо книгодрукування, дочірньою компанією є NZZ Libro. NZZ Film und Fernsehen - ще одна дочірня компанія компанії, яка виробляє телевізійні програми.

## Газети

### Südostschweiz Mediengruppe
Somedia - це швейцарська видавнича компанія, штаб-квартира якої розташована в місті Кур, Граубюнден. Somedia - це імперія медіа на сході Швейцарії. Найвідомішим продуктом Somedia є газета Südostschweiz. У компанії працюють близько 1000 чоловік. 
Вона публікує наступні газети: 
- Bote der Urschweiz - Schwyz
- Bündner Tagblatt - Chur
- Bündner Woche - Chur
- Die Südostschweiz - Chur , Glarus and Uznach
- Höfner Volksblatt - Воллерау
- La Quotidiana (на ретороманській мові ) - Chur
- Ліхтенштейн Ватерланд - Вадуц
- Liechtensteiner Volksblatt - Schaan
- Марш-Анзейєр - Лачен
- Оберсі-Нахріхтен - Раперсвіль
- Werdenberger & Obertoggenburger - Buchs

### La Quotidiana
La Quotidiana - єдина ретороманська щоденна газета. Була заснована в 1997 році за підтримки ретороманського агентства Agentura da Novitads Rumantscha. La Quotidiana розташована в Іланці , раніше в Курі. Це наступник усіх ретороманських газет, за винятком Surmiran Pagina da Surmeir. 

### Припинено
- Gazette de Lausanne (1798-1991)
- Journal de Genève (1826-1991)
- Journal de Genève et Gazette de Lausanne (1991-1998)
- Le nouveau quotidien (1991-1998), see Le temps
- Dimanche.ch (1999-2003)
- Metro (Swiss edition only, defunct in 2002)
- Heute (2006-2008)
- .ch (2007-2009)
- News (2007-2009)
- Le Matin Bleu (2005-2009)

## Радіо
У 1998 р. Кількість радіоприймачів в країні становила 7 100 000, в середньому по одному на одного мешканця; у 2004 році в країні було 113 FM та 4 AM радіостанцій, не рахуючи багатьох інших низьких електростанцій.

### Німецька мова
- Schweizer Radio und Fernsehen
- Radio 24
- neo1
- Radio Pilatus
- Radio RaBe

### Французька мова
- La 1ère
- Espace 2
- Couleur 3
- Option Musique
- One FM

### Італійська мова
- Rete Uno
- Rete Due
- Rete Tre
- Radio3iii
- Radio Fiume Ticino

### Ретороманська мова
Radio Rumantsch

### Англійська мова
- World Radio Switzerland
- Swissgroove
- Swissinfo

## Телебачення
Телебачення в Швейцарії було введено в 1950 році. 

### Найпопулярніші канали
- SRF 1 : перший з трьох національних німецькомовних каналів у Швейцарії. SRF 1 вважається каналом, який транслює найбільше місцевих програм, інформаційних та розважальних та інших програм;
- 3sat : загальнодоступна, без реклами, телевізійна мережа, що спільно проводяться громадськими телерадіокомпаніями Німеччини, Австрії та Швейцарії. Вона доступна для супутника ASTRA по всій Європі, Північній Африці та Західній Азії.
- RTS Un : перший швейцарський французький публічний телеканал. RTS Un запускає загальний графік з акцентом на новини та місцеве програмування.
- TV5MONDE : глобальна телевізійна мережа, транслює кілька каналів французького мовного програмування.
- RSI La 1 : загальний телеканал, транслюється італійською для італомовного населення по всій країні. Його програмування складається з ігрових шоу, програм новин, фільмів, документальних фільмів та рідше спортивних програм.
- TeleTicino : комерційний телеканал, що фокусується на новинах італо-мовної частини країни.

### Регіональне телебачення
Місцеві радіо- та телевізійні мережі в Швейцарії мають право на 4% від ліцензійного збору щороку (близько 50 000 000 CHF на 2007 рік). Кількість субсидованих телевізійних мовників обмежується тринадцятьма, по одній для кожної визначеної зони покриття. Також частка підтримки не може перевищувати 50% операційних витрат кожної мережі.

### Кабельне телебачення
Переважна більшість країни покрита кабельними мережами, основними операторами кабельного телебачення є upc cablecom . 
У 2007 році Федеральне відомство зв'язку (OFCOM) застосувало нормативне зобов'язання, яке вимагає від місцевих кабельних компаній передавати всі станції мережі SRG SSR та наступні закордонні канали: ARTE, 3sat, Euronews, TV5MOND, ARD, ORF eins, Франція 2, Рай Уно.

### Міжнародні канали
Усі державні та більшість комерційних каналів із сусідніх країн широко доступні в Швейцарії за допомогою послуг цифрового телебачення. 